# حسين لعيبي
حسين لعيبي مواليد 1 يوليو 1953 في العراق، هو لاعب كرة قدم عراقي دولي سابق كان يلعب في مركز الهجوم.

## المسيرة الاحترافية

### أندية لعب لها
- العاليات
- نادي الشرطة
- نادي القوة الجوية